# Kempamon
Kempamon is een geslacht van kreeftachtigen uit de klasse van de Malacostraca (hogere kreeftachtigen).

## Soort
- Kempamon laevior (Kemp, 1923)